# Calommata fulvipes
Espèce
Synonymes
- Pachyloscelis fulvipes Lucas, 1836

Calommata fulvipes est une espèce d'araignées mygalomorphes de la famille des Atypidae.

## Distribution
Cette espèce est endémique d'Indonésie. Elle se rencontre à Java et à Sumatra.

## Systématique et taxinomie
Cette espèce a été décrite sous le protonyme Pachyloscelis fulvipes par Lucas en 1836. Elle est placée dans le genre Calommata par Lucas en 1837.

## Publication originale
- Lucas, 1836 : « Pachyloscèle. Pachyloscelis. Lucas. » Magasin de Zoologie, vol. 6, no 8, p. 1-6.